# Circuit intégré 74163

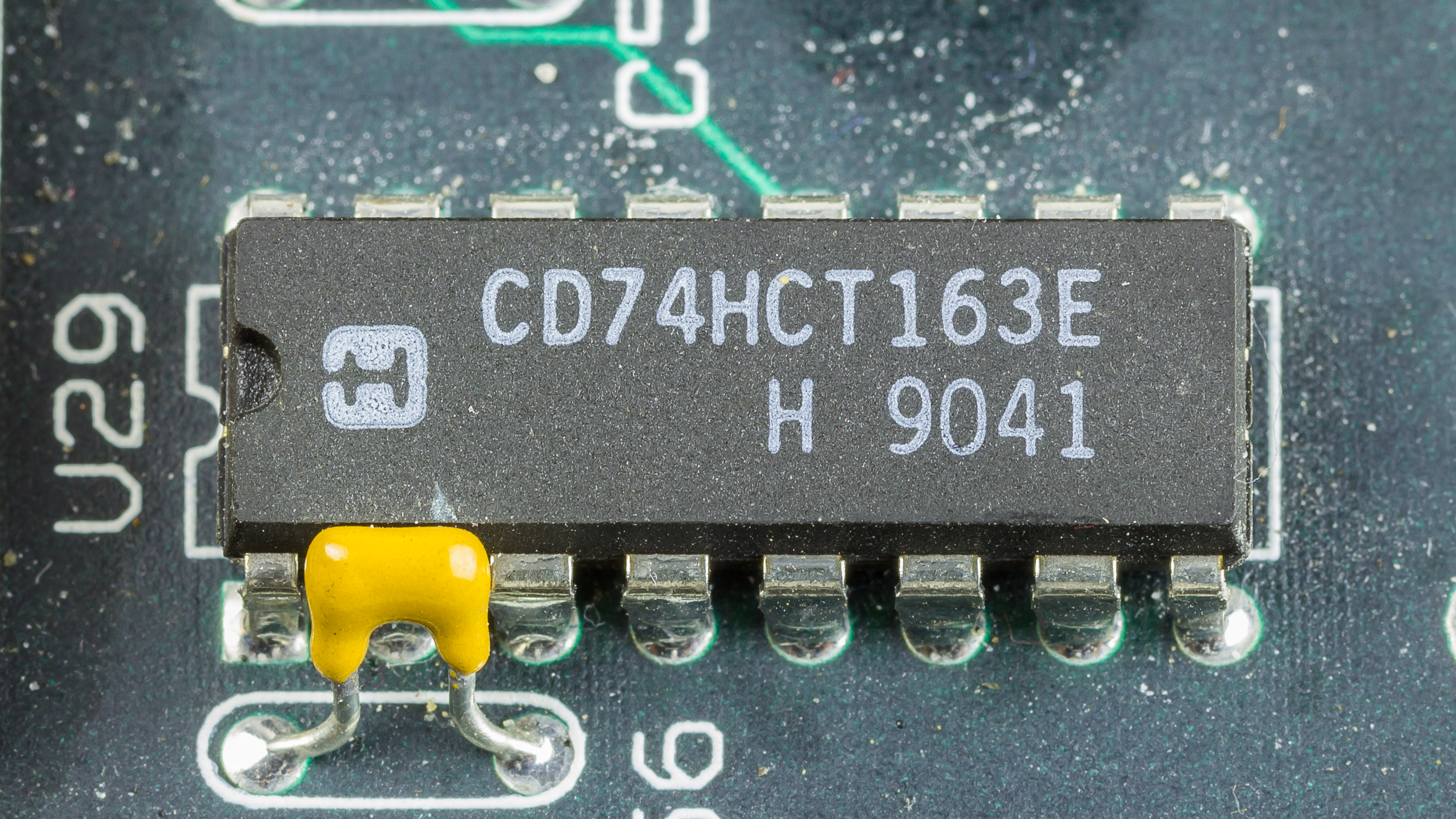
Harris CD74HCT163E

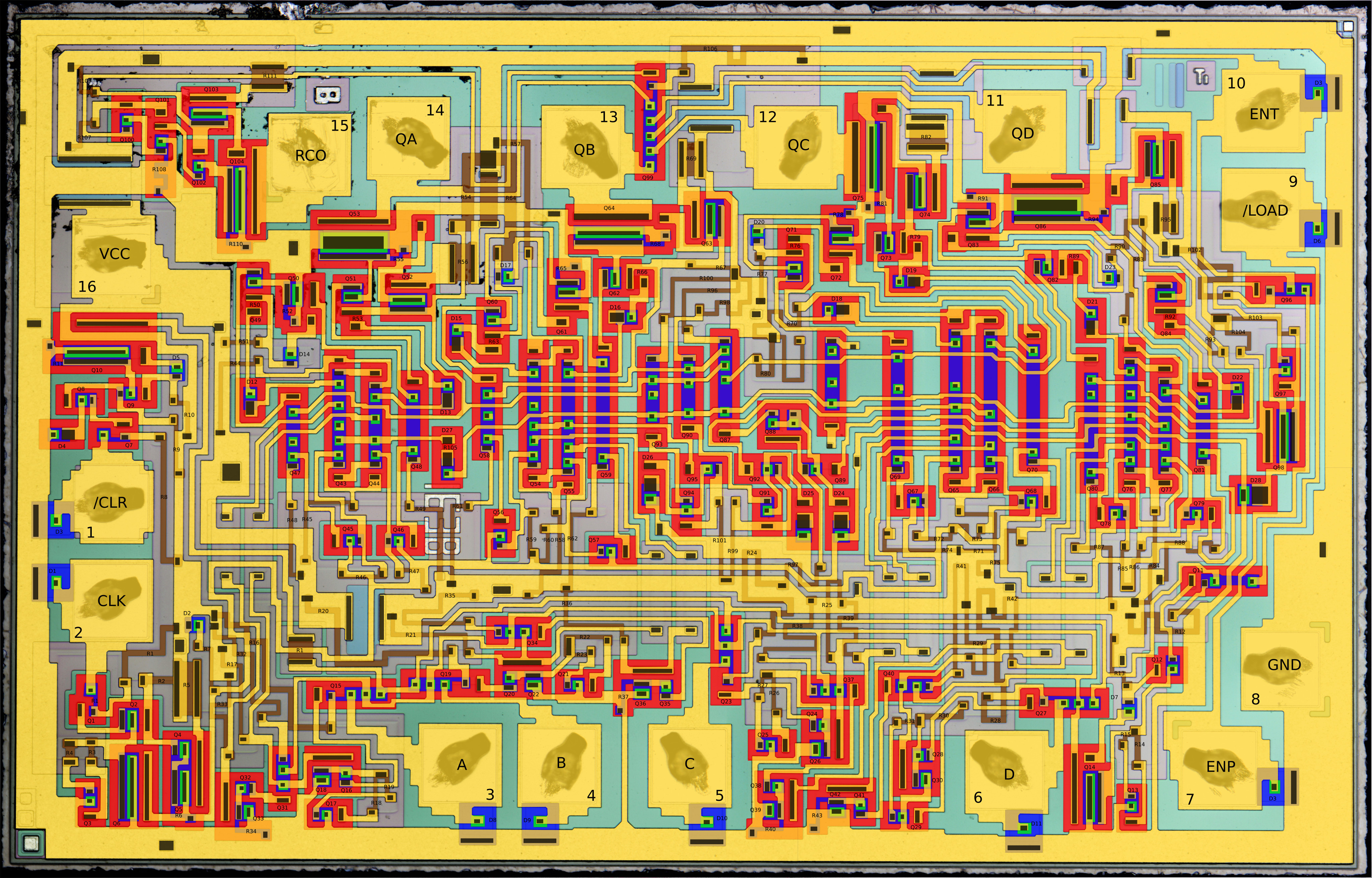
Die d'un 54163

Le circuit intégré 74163 fait partie de la série des circuits intégrés 7400 utilisant la technologie TTL.
Ce circuit est un compteur binaire 4 bits programmable. Ses sorties changent d'état de manière synchrones.